# Eunotus acutus
Eunotus acutus är en stekelart som beskrevs av Kurdjumov 1912. Eunotus acutus ingår i släktet Eunotus och familjen puppglanssteklar.
Artens utbredningsområde är:
- Tjeckien.
- Slovakien.
- Tyskland.
- Polen.
- Rumänien.
- Spanien.
- Ukraina.

Inga underarter finns listade i Catalogue of Life.